# Quận Roosevelt, Montana
Quận Roosevelt là một quận thuộc tiểu bang Montana, Hoa Kỳ. Quận lỵ đóng ở , Montana6. Quận được đặt tên theo. Dân số theo điều tra năm 2000 của Cục điều tra dân số Hoa Kỳ là người.

## Địa lý
Theo Cục điều tra dân số Hoa Kỳ, quận này có diện tích km2, trong đó có km2 là diện tích mặt nước.

## Thông tin nhân khẩu
Theo điều tra dân số 2 năm 2000, quận này đã có dân số 10.620 người, 3.581 hộ gia đình, và 2.614 gia đình sống trong quận hạt. Mật độ dân số là 4 người trên một dặm vuông (2/km ²). Có 4.044 đơn vị nhà ở với mật độ trung bình 2 trên một dặm vuông (1/km ²). Thành phần chủng tộc của cư dân sinh sống trong quận gồm 40,93% người da trắng, 0,05% da đen hay Mỹ gốc Phi, 55,75% người Mỹ bản xứ, 0,43% châu Á, Thái Bình Dương 0,05%, 0,25% từ các chủng tộc khác, và 2,53% từ hai hoặc nhiều chủng tộc. 1,23% dân số là người Hispanic hay Latino thuộc một chủng tộc nào. 12,6% là của Na Uy và 11,5% của Đức tổ tiên theo điều tra dân số năm 2000. 94,8% nói tiếng Anh và 3,4% Dakota là ngôn ngữ đầu tiên của họ.
Có 3.581 hộ, trong đó 40,50% có trẻ em dưới 18 tuổi sống chung với họ, 47,20% là đôi vợ chồng sống với nhau, 18,90% có nữ hộ và không có chồng, và 27,00% là không lập gia đình. 23,60% hộ gia đình đã được tạo ra từ các cá nhân và 10,30% có người sống một mình65 tuổi hoặc cao hơn. Cỡ hộ trung bình là 2,89 và cỡ gia đình trung bình là 3,40.

Roosevelt County Courthouse, Wolf điểm, MTIn các quận dân số đã được trải ra với 34,60% dưới độ tuổi 18,% 7,90 18-24, 25,80% 25-44, 20,20% từ 45 đến 64, và 11,60% người được 65 tuổi trở lên. Độ tuổi trung bình là 32 năm. Đối với mỗi 100 nữ có 98,30 nam giới. Đối với mỗi 100 nữ 18 tuổi trở lên, đã có 93,70 nam giới.
Thu nhập trung bình cho một hộ gia đình trong quận đạt mức USD 24.834, và thu nhập trung bình cho một gia đình là USD 27.833. Phái nam có thu nhập trung bình USD 25.177 so với 19.728 USD đối với phái nữ. Thu nhập bình quân đầu người là 11.347 USD. Có 27,60% gia đình và 32,40% dân số sống dưới mức nghèo khổ, bao gồm 41,60% những người dưới 18 tuổi và 15,10% của những người 65 tuổi hoặc cao hơn.